# Chiesa di San Lorenzo (Castelli Calepio)
La chiesa di San Lorenzo è il principale luogo di culto cattolico di Calepio frazione di Castelli Calepio in provincia e diocesi di Bergamo; fa parte del vicariato di Calepio-Telgate. La chiesa è considerata la più antica chiesa arcipresbiterale della diocesi orobica.

## Storia
Una chiesa arciprestbiteriale è indicata nella località di Calepio già nel 977, anno in cui è citata in un atto di permuta come "ecclesia de castro Calipio". Alla chiesa dipendeva una vasta plebania che dava il nome a tutta la valle, la Valcalepio. Si ritiene che possa essere tra le più antiche della bergamasca. Anticamente il termine "ecclesia" era sinonimo di parrocchiale e battesimale.
La chiesa è indicata nel censimento diocesano del XIII secolo e nell'elenco del 1260 della diocesi di Bergamo che indicava i benefici delle chiese e il censo che andava versato alla sede di Roma.
Nel 1360 risulta inserita nel "nota ecclesiarum", elenco voluto da Bernabò Visconti per portare a conoscenza quanti benefici titolari avessero le molte chiese e i monasteri della bergamasca e definirne i censi da versare sia alla chiesa romana che alla famiglia Visconti di Milano. La parrocchiale aveva sottoposte molte chiese: San Faustino di Bondo, San Pietro di Tavernola Bergamasca, San Martino di Adrara, San Giovanni di Predore, San Martino di Sarnico, Sant'Alessandro di Viadanica, Sant'Alessandro di Villongo, San Giovanni di "Icoviscio", San Filastro di "Solerolo", San Pietro di Tagliuno, Santa Maria di Paratico, Santi Fermo e Giorgio di Credaro, oratorio di San Pietro di Credario.
L'antica chiesa fu però completamente ricostruita nel corso del XV secolo, e consacrata nel 1634 dal vescovo di Bergamo Luigi Grimani.
Nel 1568 furono istituiti i vicariati foranei conseguenti alla risoluzione del II sinodo diocesano voluto dal vescovo Federico Corner, conformandosi alle disposizioni del concilio provinciale del 1565; la chiesa fu  sottoposta al parroco di Paratico, pur mantenendo sempre la dignità di "caput plebis". San Carlo Borromeo, arcivescovo di Milano visitò la chiesa e dagli atti della visita risulta che fosse intitolata a san Lorenzo e che vi erano compresi il piccolo oratorio di Santa Maria dell'Ambroseto, quello di Santo Stefano, della Visitazione di Maria Elisabetta della Costa. Vi era un arciprete coadiuvato.
Nel 1659 fu il vescovo san Gregorio Barbarigo a visitare la parrocchiale. La relazione cita la presenza delle scuole del Santissimo Sacramento, del Santo Rosario presso gli altari omonimi e della dottrina cristiana, era inoltre retta da tre sacerdoti coadiuvati da un chierico.
Nel 1666 la chiesa fu inserita nel “Sommario delle chiese di Bergamo”, elenco redatto dal cancelliere della curia vescovile Giovanni Giacomo Marenzi; nel documento la chiesa è indicata sotto l'invocazione di San Lorenzo martire di Calepio. Vi erano le scuole del Santissimo Sacramento retto da sindaci nominati dai vicini che gestivano l'altare maggiore, e della dottrina cristiana; in prossimità vi erano gli oratori  della Visitazione della Beata Vergine Maria alla cugina Elisabetta, della Presentazione della Beata Vergine Maria, "poi altri dedicati in honore della Beata Vergine Maria nella contrada di Gandosso". La parrocchiale era retta da un arciprete e un sacerdote Gli atti della visita pastorale del vescovo Giovanni Paolo Dolfin del 22 maggio 1781, confermano che chiesa plebana arcipresbiterale di San Lorenzo aveva le scuola del Santissimo Sacramento e del Santo Rosario, e che era retta da due sacerdoti. In prossimità vi erano gli oratori della Visitazione della Beata Vergine alla cugina Elisabetta, della Presentazione della Beatissima Vergine, e di San Celestino martire. Nel 1861 la chiesa di San Lorenzo è sede della vicaria V.
Nei primi anni del XX secolo la chiesa fu oggetto di restauro su progetto di Antonio Piccinelli, e nel 1911 fu consacrato il nuovo altare maggiore dal vescovo Giacomo Radini-Tedeschi. Il Novecento vide lavori di mantenimento e manutenzione nonché di ammodernamento dell'edificio con la posa del nuovo altare rivolto verso il popolo rispondente all'adeguamento liturgico delle chiese, realizzato dalla ditta Caldara in marmo di Zandobbio.
Con decreto del 27 maggio 1979 del vescovo Giulio Oggioni la chiesa fu inserita nel vicariato locale Calepio-Telgate.

## Descrizione

### Esterno
L'edificio di culto è preceduto su tre lati dal sagrato rialzato dalla stradale, con pavimentazione in ciottolato di fiume e lastre di pietra. La facciata molto semplice, è tripartita da fasce in pietra. Le due fasce centrali sono di misura minore rispetto alle due che delimitano la facciata. Nella zona centrale vi è l'ingresso principale preceduto da tre gradini, completo di paraste a colonna poste su alte zoccolature, con capitello che reggono il cornicione e il timpano a tutto sesto dove è inserito l'affresco raffigurante san Lorenzo. Nella parte superiore vi è il rosone atto a illuminare l'aula.

### Interno
L'interno a pianta rettangolare e unica navata, è diviso da archi a sesto acuto in cinque campate. Sugli archi si appoggia la struttura del tetto con travi dipinte. La navata ospita gli altari dedicati alla Madonna del Rosario e alla Madonna Immacolata e a san Giovanni Battista posti nella quarta campata, mentre due altari devozionali anticipano la zona del presbiterio. Questa è rialzata da tre gradini con volta a botte e terminante con il coro absidato coperto da catino. Dalla zona presbiteriale si accede ai locali della sagrestia e alla torre campanaria.